# ریوجی هیرایشی
ریوجی هیرایشی (ژاپنی: 廣石 亮二؛ زادهٔ ۲۶ مهٔ ۱۹۷۹) یک بازیکن فوتبال اهل ژاپن است.
از باشگاه‌هایی که در آن بازی کرده‌است می‌توان به باشگاه فوتبال شونان بلمار اشاره کرد.